# Nationales Zentrum für Forensische Medizin
Koordinaten: 32° 2′ 42,4″ N, 34° 46′ 8,2″ O

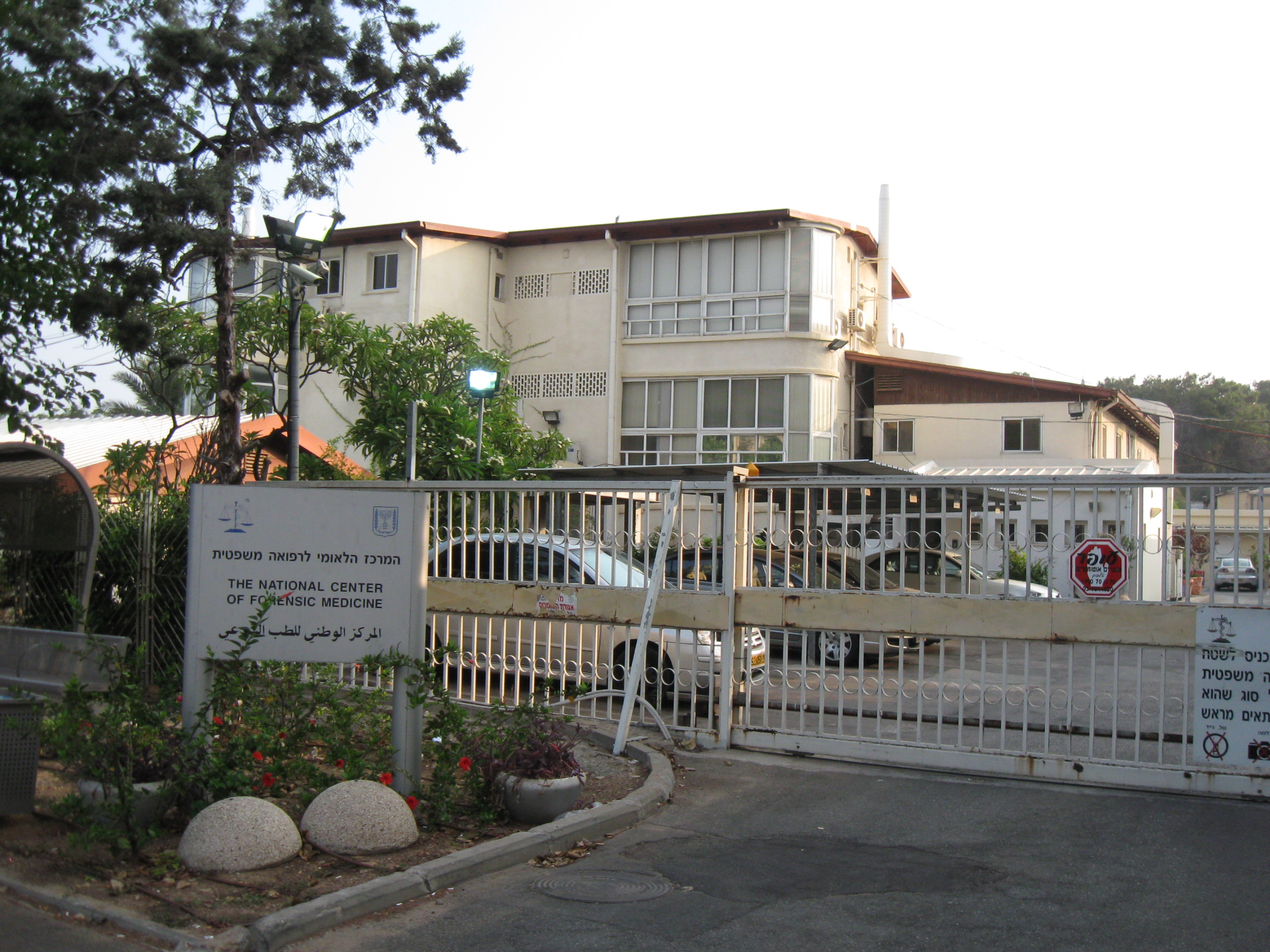
Nationales Zentrum für Forensische Medizin in Abu Kabir, Tel Aviv-Jaffa

Das Nationale Zentrum für Forensische Medizin (hebräisch הַמֶּרְכָּז הַלְּאֻמִּי לִרְפוּאָה מִשְׁפָּטִית Ha-Merkas ha-Ləʾummī li-Rfūʾah Mischpaṭīt, deutsch ‚das Nationale Zentrum für rechtliche Medizin‘, Plene auch: המרכז הלאומי … englisch the National Center of Forensic Medicine; NCFM) in Abu Kabir (zu Tel Aviv-Jaffa), Israel, ist die einzige Einrichtung in Israel, der es erlaubt ist, Leichen zu obduzieren.
Es ist dem Gesundheitsministerium unterstellt und verbunden mit der Sackler-Fakultät der Universität Tel Aviv. Es ist vom israelischen Wissenschaftsrat als Institut für Rechtsmedizin anerkannt.

## Name
Das Nationale Zentrum für Forensische Medizin wurde benannt nach Leopold Greenberg (לֵאוֹפּוֹלְד גְּרִינְבֶּרְג; 1885–1964), Richter an der Appellate Division of the Supreme Court of South Africa, dem wesentlich die Sammlung der südafrikanischen Spenden zur Errichtung des Zentrums zu danken ist, und erhielt deshalb den Namen Leopold-Greenberg-Institut. Aber dieser Name wurde nicht in den allgemeinen Sprachgebrauch übernommen. Kennzeichnend für diese Namenssituation ist, dass das Zentrum auf der offiziellen israelischen Regierungsseite National Center of Forensic Medicine (Abu Kabir) genannt wird.

## Geschichte
Das Nationale Zentrum für Forensische Medizin Abu Kabir wurde auf dem Gelände der verlassenen und zerstörten Ortschaft Abu Kabir südlich von Tel Avivs Innenstadt und östlich von Jaffa errichtet. In der ägyptischen Besatzungszeit unter Ibrahim Pascha gründeten ägyptische Kolonisten Siedlungen im ägyptisch besetzten Teil der Levante, darunter im Jahre 1832 Abu Kabir in der östlichen Peripherie Jaffas. Der Beschluss der UNO vom 29. November 1947, im Mai 1948 das Mandatsgebiet zu teilen, sah die Gründung eines arabischen und eines jüdischen Staates vor, wobei Abu Kabir mit Jaffa eine Exklave des zu gründenden arabischen Staates inmitten des jüdischen sein sollte.
Für den Fall der Gründung eines Staates für Juden – neben einem für nichtjüdische Araber – kündigten die benachbarten Staaten Königreich Ägypten, Königreich Irak, Syrien und Transjordanien – sämtlich Mitglieder der Arabischen Liga – die Invasionen ihrer Streitkräfte an, um die Gründung Israels militärisch zu unterbinden bzw. rückgängig zu machen. In Erwartung dieses durch die Nachbarstaaten angekündigten Krieges mühten sich die Parteien im Lande – einerseits antizionistische überwiegend nichtjüdische und andererseits zionistische überwiegend jüdische Palästinenser – darum, auch mit Gewalt Positionen und Posten einzunehmen bzw. zu halten, die im bevorstehenden Krieg strategisch wichtig erschienen, was sich zum Bürgerkrieg zwischen arabischen und jüdischen Palästinensern auswuchs. Abu Kabir wurde zu einem wichtigen Stützpunkt für arabische Milizen, die gegen umliegende jüdische Städte und Ortschaften kämpften, und das Minarett der Dorfmoschee wie der hohe Kirchturm der Apostel-Petrus-Kirche dort dienten Scharfschützen als Hochsitze, um Bewohner in Florentin (פְלוֹרֶנְטִין), Naweh Schaʾanan (נָוֶה שַׁאֲנָן) und Schapira (שַׁפִּירָא) wie andern südlichen Vierteln Tel Avivs zu erschießen, wovon noch Einschusslöcher am 650 Meter entfernten Haus Nr. 99 Ecke Rechov Bar Jochai zeugen.
Am 13. Februar 1948 startete die Hagannah um 21 Uhr mit dem Beschuss Abu Kabirs mit Davidkas die Operation Merkaz. Am 31. März 1948 wiederholte die Hagannah den Mörserbeschuss auf Abu Kabir, dessen Bewohner angesichts des Beschusses flohen, so dass sie den Ort einnehmen konnte und viele Gebäude sprengte, um eine neuerliche Bedrohung der südlichen Vororte Tel Avivs von hier aus zu verhindern.
In der Folge wurde Abu Kabir in Givʿat Herzl umbenannt, doch setzte sich dieser Name nur für die nach 1948 neu entstandenen westlichen Viertel durch, ein anderes neue Wohnviertel heißt Tabitha nach dem an der Apostel-Petrus-Kirche verehrten Grab der durch Simon Petrus auferweckten Tabitha ‹der Gerechten›. Auch in den 1860er Jahren bezeichnet der lokale Volksmund den Bereich um die spätere Apostel-Petrus-Kirche auf Arabisch wahlweise als Arḍ al-Ṭābīṯā (arabisch ارض الطابيثا ‚Erde/Boden Tabithas‘) oder Darbatayn Ṭābīṯā (arabisch دربتين طابيثا ‚Beide Wege/Pfade Tabithas‘.)
Aber für die historische Ortslage der ägyptischen Kolonie konnten sich diese Namen nicht durchsetzen und die Ortschaft wird weiterhin auch von der jüdischen Bevölkerung als Abu Kabir bezeichnet. Erhaltene Gebäude, darunter auch moderne Schul- und Hospitalbauten der Mandatszeit, die im Zuge der Suburbanisierung Abu Kabirs bis 1947 entstanden waren, übernahm die Stadt Tel Aviv, wohin Abu Kabir 1951 eingemeindet worden war. Im Jahre 1952 bezog der Machon ha-Bijologi ha-Pedagogi (הַמָּכוֹן הַבִּיוֹלוֹגִי הַפְּדָגוֹגִי ‚das Biologisch-Pädagogische Institut‘, 1931 im Rechov Jehudah ha-Levi 12 als Seminar für Lehrer der Naturwissenschaften gegründet), ein ehemaliges Hospitalgebäude, das zuletzt als Lazarett im Krieg um Israels Unabhängigkeit gedient hatte. Ab 1953 unter Leitung Heinrich Mendelssohns als Machōn Ūnīversīṭaʾī lɘ-Madʿej ha-Ṭeva (מָכוֹן אוּנִיבֶרְסִיטָאִי לְמַדְעֵי הַטֶּבַע ‚Universitäres Institut für Wissenschaften der Natur‘) bildete es die Keimzelle der Universität Tel Aviv (TAU), die am 6. Juni 1956 formell gegründet wurde. Das Institut räumte 1981 die Gebäude in Abu Kabir und bezog neue Baulichkeiten auf dem TAU-Campus in Ramat Aviv.
Etwa 450 Meter südlich des Instituts wurde 1954 durch Heinrich Karplus das Nationale Zentrum für Forensische Medizin gegründet. Heinrich Karplus (geboren am 26. Oktober 1905 in Wien, gestorben 1988) war Sohn von Johann Paul Karplus und Valerie von Lieben. Valerie von Lieben war die Tochter von Anna von Lieben aus der Familie der von Todescos. 1955 wurde es offiziell eröffnet und zählte organisatorisch zur Hebräischen Universität Jerusalem, denn die Spenden zu seiner Errichtung hatte Leopold Greenberg als Vorsitzender der South African Friends of the Hebrew University gesammelt.
Von 1967 (Sechstagekrieg) bis 1994 (Interimsabkommen über das Westjordanland und den Gazastreifen) wurden auch Leichen von Palästinensern in diesem Zentrum obduziert.
Nach 1994 richteten die Palästinenser auf Drängen von Jassir Arafat eigene Institute für Rechtsmedizin ein.
Karplus leitete das Zentrum von 1954 bis 1974. Im Jahre 1975 wechselte das Zentrum von der Hebräischen Universität in die Zuständigkeit des israelischen Gesundheitsministeriums. Nachfolger von Karplus als Direktor des Nationalen Zentrums für Forensische Medizin wurde Bezalʾel Bloch. Er musste 1985 wegen Bestechung zurücktreten, weil er Geld für eine Stellungnahme genommen hatte.

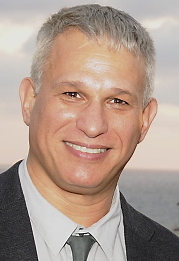
Chen Kugel, 2015

Von 1988 bis 2004 war Jehuda Hess Direktor des Nationalen Zentrums für Forensische Medizin. Er musste sein Direktorat aufgeben, nachdem sein Mitarbeiter Chen Kugel Missstände im Umgang mit Leichen und der Verwendung von aus ihnen entnommenen Organen öffentlich kritisiert hatte. Danach blieb Hess bis zu seiner Entlassung 2012 leitender Forensiker des Zentrums und Kugel wurde 2005 entlassen. Die Führung des Zentrums lag in dieser Zeit beim Gesundheitsministerium und beim Krankenhaus Assaf HaRofeh. Erst nachdem Hess 2013 in seinen regulären Ruhestand eingetreten war, wurde als neuer Direktor des Nationalen Zentrums für Forensische Medizin Chen Kugel berufen.

### Untersuchung und Identifikation der Mordopfer der Hamas 2023
Die Leichen und Leichenteile von 1.139 Israelis und Ausländern (Stand 15. Dezember 2023), die palästinensische Terroristen aus dem Gazastreifen von der Hamas und anderer Terrororganisationen in den Massakern von Alumin, von Beʾeri, von Kfar ʿAzza, von Kissufim, Massaker von Nachal Oz, von Nirim und Nir ʿOz, von Ofaqim und von Reʿim wie andernorts am 7. Oktober und den Folgetagen ermordet hatten, stellte das Zentrum für Forensische Medizin vor kaum zu bewältigende Aufgaben. Weder Personal noch technische Kapazität sind für eine solche in Israel nie dagewesene Zahl von Leichen und Leichenteilen Ermordeter ausgelegt.
Das Zentrum für Forensische Medizin baute umgehend zwei Außenstellen auf. Am Flughafen Ben Gurion eröffnete ein zentrales Meldezentrum für Angehörige und Freunde Vermisster, um Angaben zu den Personen zu machen und Gegenstände abzugeben, die vermutlich ihre DNA tragen (Zahnbürsten, Kämme und andere dergleichen Dinge des sehr persönlichen Gebrauchs), anhand deren Leichen und Leichenteile namentlich zugeordnet werden könnten. In Ramla auf der Zahalbasis Schura wurde ab 7. Oktober 2023 ein temporäres forensisches Zentrum errichtet. Dazu wurden 20 Kühlcontainer aufgestellt, wo in Plastiksäcken vom Säuglingsformat bis zur Größe Erwachsener Leichen und Leichenteile eingeliefert wurden, von über 1.000 Menschen allein bis Ende Oktober, die in überfallenen Ortschaften und verstreut im Gelände des Gaza-Gürtels und teils darüber hinaus bis hin nach Ofaqim unter anderem in Suchaktionen Freiwilliger wie vom Verein ZAKA gefunden worden waren. Für einzelne Leichenteile, die erst zugeordnet werden müssen, ist einer der 20 Kühlcontainer vorbehalten.
Von Hamas- und anderen Terroristen wenig zugerichtete, vollständige Leichen ihrer Mordopfer, oder in Spitälern ihren Verletzungen erlegene Terroropfer, deren Identität und Todesart sicher ist oder festgestellt werden konnte, konnten den Angehörigen umgehend zur Bestattung übergeben werden. Dass die Identifikation so vieler zugerichteter unbekannter toter Menschen Zeit nimmt, nötigt zum Aufschub ihrer Beisetzungen, obwohl jüdische Bestattungen traditionell unverzüglich erfolgen. Doch ist der Aufschub geboten, denn jüdische Gräber bedürfen eines Namenszeichens der jeweils Bestatteten aus beständigem Material, um der Halachah zu folgen, jedes Grab der Identität einer Person zuzuordnen und zu wahren. Damit ist die Feststellung der Identität einer Leiche halachisch kein ungebührlicher Verzug.
Forensiker und anderes im ganzen Land zusammengezogenes Personal wie qualifizierte Freiwillige, v. a. Polizisten und Pathologen, arbeiteten im Dreischichtbetrieb auch an Schabbat, um den Angehörigen Klarheit über Tod und Verbleib ihrer Vermissten zu geben. Bis zum 17. Oktober 2023 konnten Leichen und Leichenteile bereits 504 Personen zugeordnet werden. So stellten die Forensiker den Tod Shani Louks fest, deren regungslosen Körper bei der Zurschaustellung im Gazastreifen Terroristen in ihren Videos gezeigt hatten, weshalb zunächst Hoffnung bestand, sie sei bewusstlos gewesen, aber am Leben. Während ihre übrige Leiche weiterhin verschwunden blieb, identifizierten Forensiker mittels DNA-Abgleichs einen im Gelände, wo Terroristen sie überfallen hatten, aufgefundenen von einem Schädel abgesprengten Splitter eines Felsenbeins als ihren, wodurch anhand der notwendig vorangegangenen tödlichen Verletzung sie sicher für tot erkannt werden konnte.
Zu den festgestellten Tötungsarten gehören neben zahlreichen Morden mittels Schusswaffen bzw. Verblutens an unbehandelten Schusswunden und Schnittverletzungen, wie auch Kehlschnitte durch die Halsschlagader und sogar Enthauptungen. Da viele Täter und Komplizen sich, andere und ihre Opfer während der Verbrechen gefilmt und die Videos veröffentlicht haben, können forensische Erkenntnisse herangezogen werden, in Prozessen gegen Verdächtige, die der Justiz möglicherweise noch zugeführt werden werden, Verbrechen im Rahmen des Terrorangriffs der Hamas auf Israel 2023, deren Tathergänge und Todesursachen der Opfer gerichtlich aufzuklären und festzustellen.
Die Forensiker, deren manche im Arbeitsalltag schon viel Schlimmes gesehen haben, belastet, was Terroristen den Menschen angetan haben, wie an deren zugerichteten Leichen zu sehen, die in die Forensik eingeliefert werden; die Forensiker leiden an Heulattacken, Alpträumen, Schlaflosigkeit und anderen Störungen. Viele Leichen weisen Spuren von Torturen am noch lebenden Menschen auf, Terroristen vergewaltigten und verübten andere sexualisierte Gewalt vielfach an insbesondere Mädchen und Frauen, bevor sie sie ermordeten, wie Spuren an den Leichnamen ausweisen. Aber auch Totenschändungen, wie Ausweidungen von Körpern, Frauenleichen mit abgetrennten Brüsten, Kastrationen und andere Verstümmelungen sind festzustellen. Winzigen Trost bereitet manchen, dass die Forensiker z. B. an mit Kabeln zusammengefesselten minder verkohlten Verbrennungsopfern dann feststellen, dass sie vor Verbrennen bereits im Rauch erstickt waren oder wie im Falle Louks, durch ihre Schädelverletzung seitens ihres Mörders sofort tot war.
Leichen und Leichenteile, die nur mit großem analytischen und technischen Aufwand zu identifizieren sind, übernimmt sämtlich das Zentrum in Abu Kabir. Schwierig sind die Fälle der nach Brandstiftung der Terroristen in ihren Häusern bis zur Unkenntlichkeit teils lebendig Verbrannten. Spezialisten der Forensik versuchen dann anhand von Gelenks- oder Zahnimplantaten und Zahnkronen die Identität der Verbrannten festzustellen. Am 17. Oktober 2023 gewährte Chen Kugel vor dem Hintergrund des Ausmaßes der Verbrechen erstmals seit Bestehen des Zentrums für Forensik Journalisten Einblick in die aktuell schwierige Arbeit. Kugel äußerte dabei seine Befürchtung, nicht für alle Vermissten eine Leiche oder Leichenteile identifizieren und zuordnen zu können, weshalb sich der Verbleib mancher niemals werde aufklären lassen.

## Aufgaben und Ziele
Aufgaben des Zentrums sind:
- Untersuchung der Todesursache und Todesart (Behandlung von Fragen wie: wer das Opfer ist, wo und wann der Tod eingetreten ist, welche Arten von Trauma und Schäden das Opfer erlitten hat, Todesart und Todesursache).
- Unterstützung bei der Untersuchung schwerer Straftaten wie Mord durch DNA-Analyse und Auffinden eines Zusammenhangs zwischen Tatortbefunden und der Leiche und den an dem Vorfall Beteiligten.
- Identifizierung von Körpern und nicht identifizierten Personen.
- Hilfe bei der Suche nach vermissten Personen.
- Untersuchung von Körpern an dem Ort, an dem sie gefunden werden.
- Überwachung und Kontrolle der Exhumierung von Körpern (nach Erlass eines Gerichtsbeschlusses).
- Einbalsamierung von Körpern vor ihrem Transport zur Bestattung nach Übersee.
- Klinische Untersuchung, Beurteilung von Schäden und Verletzungen von Opfern sexueller und körperlicher Übergriffe.
- Untersuchung von Verdächtigen sexueller oder körperlicher Gewalt auf Anzeichen eines Traumas.
- Überwachung klinischer Untersuchungen an Opfern sexueller Übergriffe oder Missbrauchsopfern in Krankenhäusern in ganz Israel.
- Beurteilung des biologischen Alters verstorbener oder lebender Personen.
- Abstammungsgutachten nach den Bestimmungen eines Gerichtsbeschlusses.
- Abgabe einer Stellungnahme auf der Grundlage medizinischer Dokumente zum Tod oder zu Schäden durch eine Verletzung bei lebenden Personen.
- Unterstützung bei Fragen der öffentlichen Gesundheit wie unerwünschten biologischen Ereignissen oder Infektionskrankheiten.
- Zeugenaussage vor Gericht.
- Bereitstellung von Beratung und Anleitung für Mitarbeiter und verschiedene Stellen des Gesundheitssystems, der Sicherheitseinrichtungen und der Hochschuleinrichtungen.
- Lehre der forensischen Medizin an medizinischen Fakultäten und in Rechtsabteilungen.
- Anleitung zur forensischen Medizin an die israelische Polizei und an Stellen im Justizministerium.
- Ausbildung von Kinderärzten und Gynäkologen zur Identifizierung von Opfern sexueller und körperlicher Gewalt.
- Ausbildung von Personen, die sich auf forensische Medizin spezialisiert haben.
- Forschung in der forensischen Medizin.[1]

Ziele des Nationalen Zentrums für Forensische Medizin sind
- Verbesserung der Qualität der forensischen Medizin und fortlaufende Aktivitäten zur Bereitstellung forensischer medizinischer Maßnahmen.
- Verbesserung der Bereitschaft des Zentrums für Ausnahmezustände, Massenunfälle und nicht konventionelle Vorfälle.
- Entwicklung und Pflege des Humankapitals im Nationalen Zentrum für Forensische Medizin.
- Förderung von Technologien und Infrastruktur im Nationalen Zentrum für Forensische Medizin.
- Abschluss des nationalen Projekts „Rest in Dignity“.
- Förderung der Bereiche Hygiene, Sicherheit und Umweltschutz in den Aktivitäten des Nationalen Zentrums für Forensische Medizin.
- Entwicklung der akademischen Forschung in der forensischen Medizin.
- Förderung der Verbindungen zur Bevölkerung, zu Ministerien, zur israelischen Polizei, zu den Israelische Verteidigungsstreitkräfte (IDF) und zu anderen.[1]

## Probleme
Neben der allgemeinmenschlichen Problematik, wie viel Respekt den sterblichen Überresten von Menschen entgegengebracht werden sollte und in welcher Form dies geschehen sollte, gibt es religiöse Schwierigkeiten.
In verschiedenen Religionen, darunter die jüdische, christliche und islamische Religion, gibt es Konzepte der leiblichen Auferstehung der Toten beim Jüngsten Gericht.
Diese Konzepte, nimmt man sie wörtlich, legen eine möglichst unversehrte und vollständige Beerdigung der Toten nahe.
Sie können zu Widerspruch gegen Obduktionen, Organentnahmen, Verwendung der Leichen zu Studienzwecken, Feuerbestattung führen.
Diesen Schwierigkeiten wird Rechnung getragen, in dem für eine Obduktion, für Organspenden und für sonstige Weiterverwendung der Leiche im Allgemeinen die Einwilligung des Verstorbenen oder seiner Angehörigen notwendig ist.
Auch in Israel gibt es solche gesetzlichen Regelungen.
In Israel und den umgebenden palästinensischen Gebieten gab es bereits seit der Ersten Intifada 1987 Gerüchte und Berichte, dass am Nationalen Zentrum für Forensische Medizin Leichen, insbesondere von Palästinensern aber auch von Juden, willkürlich und ohne Genehmigung der Angehörigen obduziert und ihre Organe für verschiedenste Zwecke entnommen wurden.
Nach dem 2. Osloabkommen 1994 endete diese Praxis gegenüber palästinensischen Leichen, da diese nun in palästinensischen Instituten untersucht wurden.
Diese Missstände am Nationalen Zentrum für Forensische Medizin wurden von verschiedenen Mitarbeitern des Zentrums kritisiert.
Hauptkritiker war Chen Kugel, der von 1991 bis 2005 Mitarbeiter des Zentrums war.
Er erreichte, dass Hess 2004 als Direktor abgesetzt wurde.
Allerdings blieb Hess als Chefforensiker weiter im Amt, so dass keine wesentlichen Änderungen eintraten.
Kugel schied 2005 aus dem Zentrum aus und kehrte erst 2013 an das Zentrum zurück, nachdem Hess 2012 entlassen und 2013 in den Ruhestand gegangen war.
2012 gelangten Berichte an die Öffentlichkeit, dass jahrelang tausende Gläser mit Leichteilen im Zentrum aufbewahrt wurden.
Diese Gläser waren zwar beschriftet, aber bei vielen von ihnen war im Laufe der Zeit die Beschriftung verblichen, so dass eine individuelle Zuordnung nicht mehr möglich war.
Diese Leichenteile wurden dann gemeinsam in ein Massengrab geschüttet, was zu vielen Protesten von betroffenen Familien führte.